# Comuna Sursko-Mîhailivka, Solone
Sursko-Mîhailivka (în ucraineană Сурсько-Михайлівка) este o comună în raionul Solone, regiunea Dnipropetrovsk, Ucraina, formată din satele Leninske, Novotarasivka și Sursko-Mîhailivka (reședința).

## Demografie
Componența lingvistică a satului Sursko-Mîhailivka
     Ucraineană (93,06%)
     Rusă (6,02%)
     Alte limbi (0,34%)
Conform recensământului din 2001, majoritatea populației satului Sursko-Mîhailivka era vorbitoare de ucraineană (93,06%), existând în minoritate și vorbitori de rusă (6,02%).